# قمارباز قهار
قمارباز قهار (به هندی: The Great Gambler) فیلمی محصول سال ۱۹۷۹ و به کارگردانی شاکتی سامانتا است. در این فیلم بازیگرانی همچون آمیتاب باچان، زینت امان، نیتو سینگ، افتخار، اوتپال دوت، هلن، پریم چوپرا ایفای نقش کرده‌اند.